# San Pedro de la Cueva (Sonora)
San Pedro de la Cueva è una municipalità dello stato di Sonora nel Messico settentrionale, il cui capoluogo è la località omonima.
Conta 1.481 abitanti (2010) e ha una estensione di 2230,59 km².